# Rupia pakistańska
Rupia pakistańska – jednostka walutowa Pakistanu. 1 rupia = 100 pajs.

## Historia
W momencie uzyskania niepodległości, Pakistan nie posiadał własnej waluty – w obiegu była waluta Indii brytyjskich. Pierwsze monety i banknoty wydano w 1948. Początkowo, rupia pakistańska dzieliła się na 16 anna, 1 anna na 4 pice, a 1 pice na 3 pie. W 1961 nastąpiła decymalizacja rupii, która od tego czasu dzieli się na 100 pajs. Do 1971 utrzymywano sztywny kurs rupii do funta brytyjskiego, a następnie do 1982 – do dolara amerykańskiego.

## Monety
Przed decymalizacją wydano monety o nominale 1 pie, 1 pice, 1/2 anna, 1 anna, 2 annas, 1/4 rupii, 1/2 rupii oraz 1 rupii.
Po reformie walutowej wydano obiegowe monety o nominałach 1 pajsa (do 1979), 2 pajsy (do 1976), 5 pajs (do 1992), 10 pajs (do 1993), 25 pajs (do 1995), 50 pajs (do 1996) i 1 rupii, a w latach dziewięćdziesiątych – okolicznościowe 5, 10 i 50 rupii.
W latach 1976–1977 wydano również szereg srebrnych i złotych monet kolekcjonerskich o nominałach od 100 do 3000 rupii.
Współcześnie emitowane są monety o nominale 1, 2, 5, 10 rupii, jak również okolicznościowe 20 rupii.

## Banknoty
1 kwietnia 1948 wprowadzono do obiegu zmodyfikowane wersje banknotów Indii brytyjskich. Przedstawiały one nadal wizerunek Jerzego VI, lecz posiadały dodatkową inskrypcję, Government of Pakistan oraz Hakumat-e-Pakistan. Seria obejmowała nominały 1, 2, 5, 10 i 100 rupii.
Po utworzeniu Państwowego Banku Pakistanu, rząd Pakistanu wydał 1 października 1948 tymczasową serię banknotów o nominałach 5, 10 i 50 rupii. Wkrótce później pojawiły się w obiegu banknoty o nominałach 2, 5, 10 i 100 rupii wydane już przez bank centralny..
W 1957, w związku z podejrzeniami o fałszowanie banknotów pakistańskich na szeroką skalę w Indiach, wprowadzono nową serię banknotów. Wydawana do 1971, obejmowała nominały 5, 10, 50, 100 i 500 rupii. Wszystkie przedstawiały wizerunek Muhammada Alego Jinnaha, co stało się zasadą dla późniejszych serii.
Seria z lat 1972–1975 obejmowała nominały 5, 10, 50 i 100 rupii. Trzy pierwsze były tego samego projektu co poprzednio, lecz w innej kolorystyce. Jedynie wzór banknotu sturupiowego został zmieniony. Przed wprowadzeniem tej serii, banknoty pięćsetrupiowe zostały wycofane z obiegu.
Po secesji Pakistanu Wschodniego, usunięto z banknotów inskrypcje w języku bengalskim. Seria banknotów z lat 1976–2006 obejmowała nominały 2, 5, 10, 50, 100, 500 i 1000 rupii, przy czym banknoty dwurupiowe wprowadzono do obiegu dopiero w 1985, a dwa najwyższe nominały odpowiednio w 1986 i 1988.
Oprócz powyższych, w latach 1951–2001 emitowano banknoty jednorupiowe w trzech wzorach.
Bieżąca seria, emitowana od 2005, obejmuje nominały 5, 10, 20, 50, 100, 500, 1000 i 5000 rupii.